# Tornax

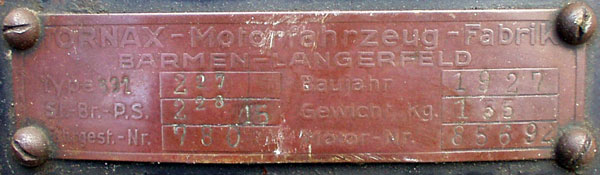
Typenschild einer II/27

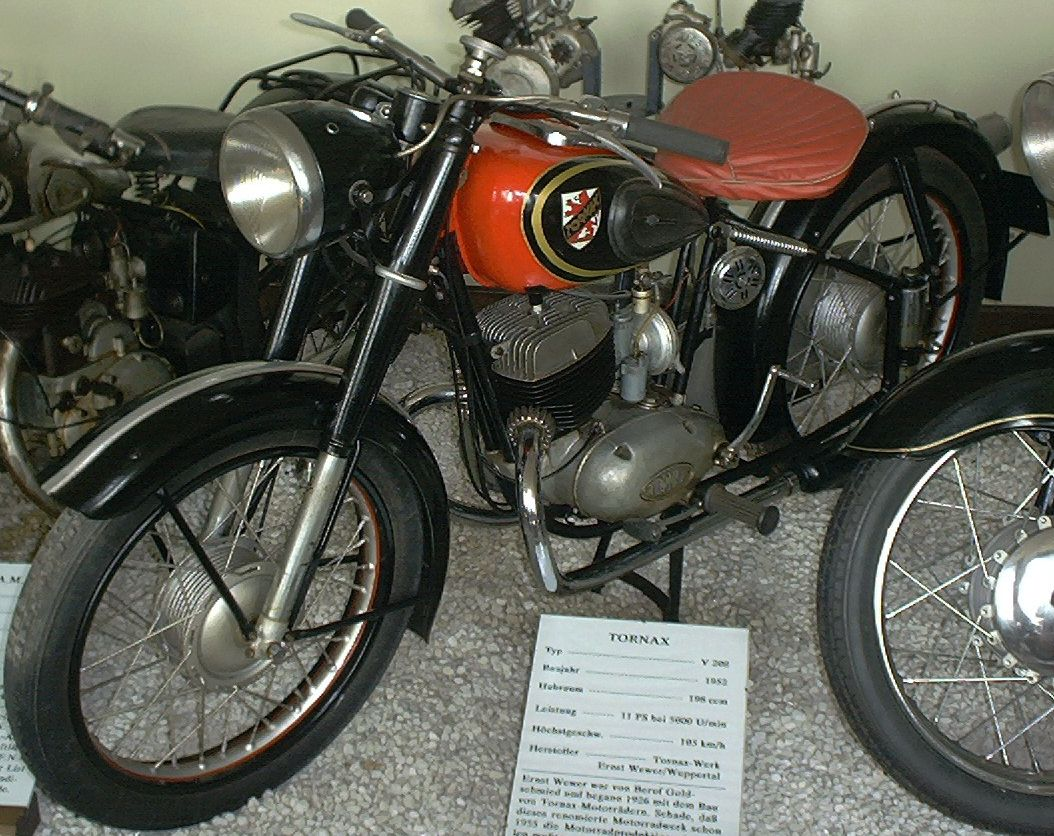
Tornax V 200

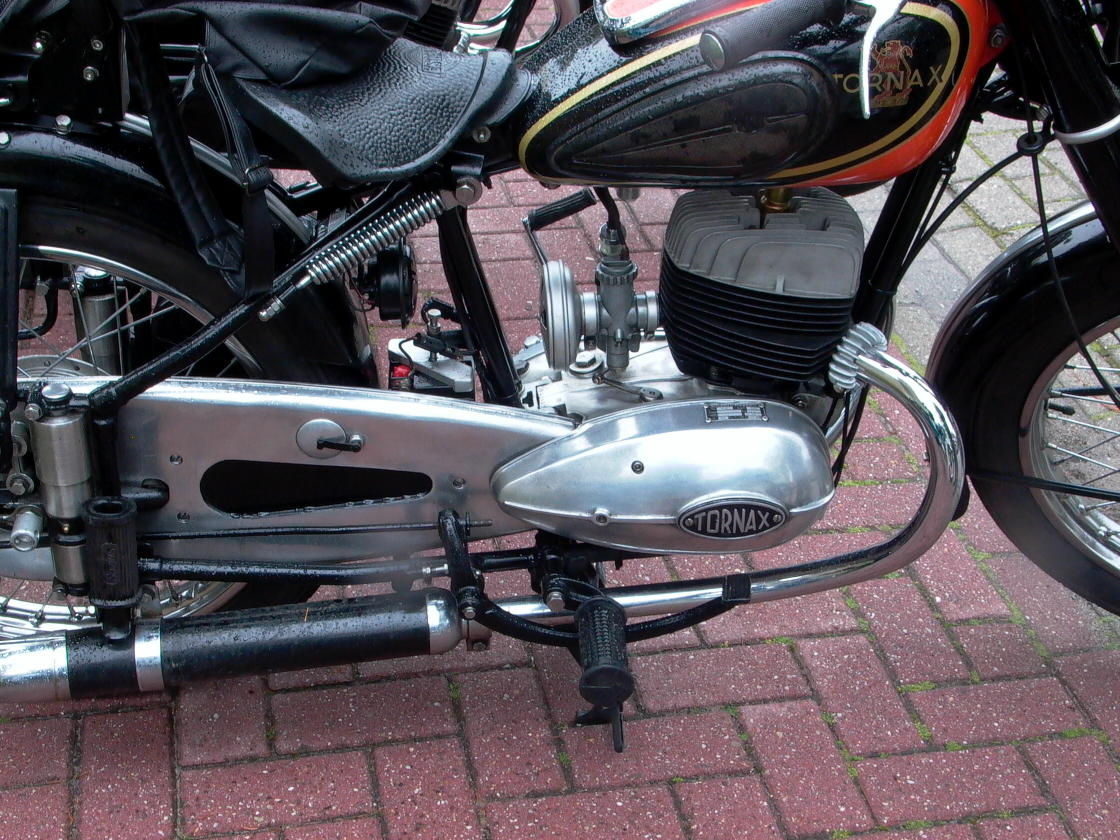
Einzylinder-Ilo-Motor der Tornax V 200

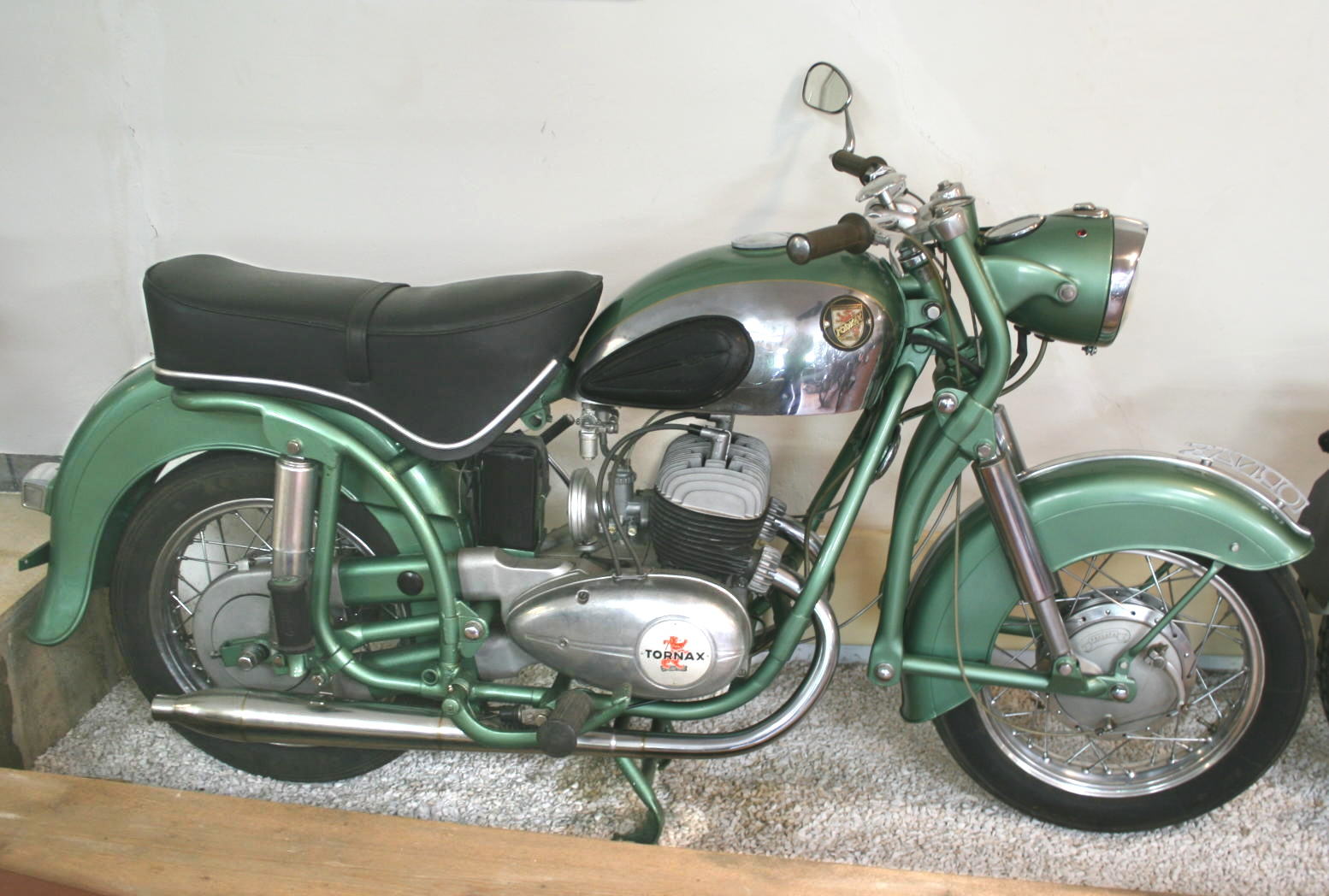
Tornax S 250

Tornax (Tornax Fahrzeug- und Apparatebau) war ein deutscher Motorrad- und Automobilhersteller mit Sitz in Wuppertal, Schwelmer Straße 100–108.

## Unternehmensgeschichte
Gegründet wurde das Unternehmen Weihnachten 1925 von Ernst Wewer und Herrn Schmidtmann in Barmen-Langerfeld, die Geschäftstätigkeit wurde am 2. Januar 1926 aufgenommen. 1955 wurde die Produktion eingestellt, ohne jedoch, wie viele der Mitbewerber, in Konkurs zu gehen. Zu dieser Zeit des Wirtschaftswunders wechselten viele Käufer vom Motorrad zum VW Käfer und anderen Automobilen, der Motorradmarkt brach ein.
Konstrukteur war von Beginn an Otto Karpe. Werksfahrer waren unter anderem Heinz Kürten, Anton Gosse und Karl Hobelmann.
Angaben zufolge ist der Markenname Tornax „eine eigenwillige, aber nicht schlecht gewählte Abwandlung von Tornado, dem gefürchteten Sturm- und Wirbelwind“.
In den 1980er-Jahren (ca. ab 1982) wurden Leichtkrafträder und Mofas unter dem Namen Tornax angeboten (z. B. die Tornax TS 80 und RX 80 Leichtkrafträder), die jedoch abgesehen vom übernommenen Markennamen und Markenlogo nichts mit der ursprünglichen Marke gemeinsam hatten. Die Modelle wurden von einem in Frankfurt ansässigen Unternehmen aus Italien importiert, wo sie vom eigentlichen Hersteller Moto BM gefertigt wurden. Noch heute werden aufgekaufte Restposten oder aus Einzelteilen zusammengebaute Fahrzeuge unter dem Markennamen Kosmos angeboten. Die angehängte Modellbezeichnung 125 suggeriert einen Motor mit 125 cm³; tatsächlich haben die Fahrzeuge jedoch nur einen 80-cm³-Motor.

## Fahrzeuge

### Motorräder
Das erste im April 1926 fertiggestellte Modell I/26 hatte einen 600-cm³-JAP-SV-Motor mit 15 PS.
1927 folgten die Modelle I/27 mit 14-PS-550-cm³-JAP-SV-Roadster-Motor, sowie II/27 mit 15-PS-600-cm³-JAP-SV-Motor (eigentlich die unveränderte I/26). Beide wurden ebenfalls 1928 unter den Bezeichnungen I/28 und II/28 hergestellt, wobei die II/28 zuletzt 18 PS leistete. Hinzu kam das Modell III/28 mit einem 22 PS starken 500-cm³-JAP-OHV-Motor.
Mit den ersten Tornax wurden bereits Rennen bestritten und es blieben schon 1926 die sportlichen Erfolge nicht aus. „Durch den Sieg in der sich über drei Tage erstreckenden harten Zuverlässigkeitsfahrt rund um Rheinland und Westfalen wurde die Qualität und Zuverlässigkeit der Tornaxräder unter Beweis gestellt. Es waren die ersten drei Räder, welche die Montierböcke im Werk überhaupt verließen.“ Die Mannschaft wurde von Ernst Wewer geführt, der auch den ersten Preis in der Klasse bis 750 cm³ und die beste Wertung aller Fahrzeuge bekam. Viele Siege in Rennen und Zuverlässigkeitsfahrten folgten.
1926 wurden die Tornaxräder auf der Internationalen Automobil- und Motorradausstellung in Berlin zum ersten Mal der großen Öffentlichkeit vorgeführt. Der Erfolg waren weiter steigende Absatzzahlen. Tornax war einer von über 500 Herstellern, die es in den 1920er Jahren im deutschen Reich gab. Nach der Inflation 1923 wurden reichlich Motorräder hergestellt und auch verkauft, viele Hinterhofschrauber versuchten ihr Glück, benötigte Teile wurden bei den zahlreichen Lieferanten zugekauft. Jedoch begann Wewer direkt mit großen und teuren Motorrädern. Er verwendete von Anfang an 600-cm³-JAP-Motoren aus London; diese genossen einen hervorragenden Ruf und waren sehr leistungsstark.
Viele Teile wurden wie seinerzeit üblich zugekauft: Die Gabel kam von den Tiger-Werken in Köln, die Tanks von Spillner in Köln, die 200-mm-Bremsen wurden von Pränafa in Solingen bezogen, die Getriebe wurden ab 1927 von Hermes-Getriebebau in Wuppertal geliefert (zuvor von Burman). Lacke kamen von der Lackfabrik Windhövel und Höfer, ebenfalls aus Wuppertal.
Schon früh wurden die für die Werbung so nützlichen Rennveranstaltungen besucht. Viele Siege wurden eingefahren, so z. B. das Eröffnungsrennen des Nürburgrings 1927 in der 750er-Solo-Klasse. Hier kam ein 750er JAP-V-Motor zum Einsatz.
Tornax genoss einen hervorragenden Ruf. Wewer gelang es, den Motorenhersteller JAP zu Sonderlieferungen zu bewegen. Sämtliche 600er-Motoren hatten mehr Leistung als die gleichen Produkte, mit denen die Konkurrenz beliefert wurde. Der 600-cm³-OHV-Motor wurde exklusiv nur an Tornax geliefert. 1929 zog Tornax um in die großen Werkshallen in die Schwelmer Str. 100–108 in Wuppertal-Langerfeld. Vom Erfolgsmodell II-29 wurden 1929 über 4000 Maschinen gebaut.
Die neue Firmenanschrift lautete nun: Tornax-Werk Ernst Wewer, Wuppertal-Langerfeld, Schwelmer Str. 100/108
Es wurde nie billig, sondern gut (und teuer) gebaut. 1931 kam der 72 PS starke 1000er JAP-Motor zur Verwendung, Tornax garantierte 190 km/h. Das war bis zum Krieg die schnellste Serienmaschine der Welt.
Nach der Machtergreifung durch die Nationalsozialisten wurde der Import ausländischer Produkte verboten; Tornax war nun auf inländische Produkte angewiesen. Zum Einbau kamen ab 1934 nun Columbus-Motoren, die von Horex hergestellt wurden. Krönung der Columbus-Motorenpalette war 1935 der 800er Tornado-Motor, ein Parallel-Twin mit 800 cm³ und kettengetriebener obenliegender Nockenwelle.
1935 begann Tornax die Produktion von Autos. Das Fahrwerk wurde in Wuppertal-Langerfeld gebaut; der Motor war ein getunter DKW-Motor. Die nackten Chassis wurden auf der Straße zum Karosseriewerk Hebmüller in Wuppertal-Barmen gefahren und eingekleidet. 158 Tornax-Rex entstanden so.
1936 kamen dann die ersten Zweitakter ins Motorrad-Programm (K 12, K 125, K 20, K 25), es wurden ILO-Motoren verwendet. 1941, Tornax durfte wegen der Rüstungsproduktion keine Motorräder mehr bauen, entstanden noch einmal 60 125er, die überwiegend nach Österreich geliefert wurden.
Nach dem Zweiten Weltkrieg wurden ab 1948 überwiegend Zweitakter mit Motoren der ILO-Motorenwerke aus Pinneberg gebaut, darunter Maschinen mit Einzylinder-Zweitaktmotoren mit 118 cm³, 125 cm³, 175 cm³ und 200 cm³ Hubraum. Höhepunkt dieser Entwicklung war die „Schwarze Josefine“, eine 250-cm³-Zweizylinder-Zweitaktmaschine mit 15 PS und Vollschwingenfahrwerk. Den Spitznamen erhielt das Motorrad von Carl Hertweck (damals Chefredakteur der Zeitschrift „Das Motorrad“); er war eine Anspielung auf Josephine Baker. Grund: Das Motorrad war üblicherweise schwarz lackiert, hatte ein geschwungenes üppiges Blechkleid und das Fahrwerk mit seinen großen Federwegen erinnerte an die federnden Hüftschwünge der schwarzen Tänzerin. Die Tornax S 250 gab es in schwarzer oder grüner Metallic-Lackierung. Die Konstruktion setzte mit ihren Vollnabenbremsen, riesiger Doppelsitzbank und 16-Zoll-Rädern, die in Verbindung mit dem Schwingenfahrwerk für eine komfortable Straßenlage sorgten, Maßstäbe im deutschen Motorradbau. 1953/1954 wurde in das gleiche Fahrwerk noch ein 250-cm³-Viertakt-Zweizylindermotor mit 15 PS von Opti eingebaut (eine Konstruktion von Richard Küchen), der aber technisch noch nicht ausgereift war. Von diesem Modell wurden bis zur Produktionseinstellung 1955 von Tornax nur noch wenige Exemplare gefertigt.

### Moped
Ab 1953 entstand das Moped F P 50/II „Tornax Toxy“, mit einem 1,5 PS starken 49-cm³-ILO-Motor.

### Automobile

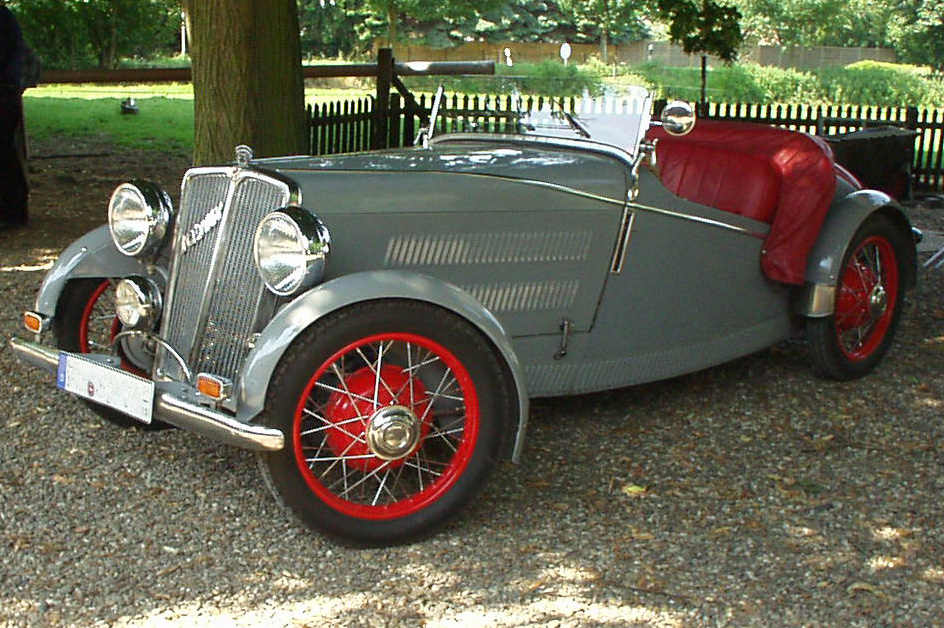
Tornax Rex Sportwagen von 1935

1934 begann Tornax mit der Herstellung eines kleinen Sportwagens mit der Bezeichnung Tornax Rex. Der im Jahr 1933 selbstentworfene Wagen mit Zentralrohrrahmen und einer Roadsterkarosserie von Hebmüller hatte den durch polierte Kanäle leicht frisierten 2-Zylinder-Zweitaktmotor CM700 (700 cm³) des DKW F 4, allerdings mit geänderter Getriebeübersetzung. Als DKW 1936 einen eigenen Sportwagen (DKW Front Luxus Sport) herausbrachte, wurde der Rex wegen Abbruch der Motorenlieferung seitens des DKW-Werkes nach etwa 150 vertraglich zugesicherten Aggregaten eingestellt.
Seitdem lieferte Tornax nur mehr Zweiräder.
| Jahr | Zulassungszahlen |
| ---- | ---------------- |
| 1933 |                  |
| 1934 | 101              |
| 1935 |                  |
| 1936 | 11               |
| 1937 |                  |
| 1938 |                  |

## Produktion
Seit 1942 wurden im Werk sogenannte „Abwurftrommeln“ für den Afrikafeldzug hergestellt.
Im März 1945 wurden große Teile des Werkes durch Bombardierung zerstört.
Am 14. April 1945 besetzten US-Truppen Wuppertal.
Wuppertal wurde Teil der Britischen Besatzungszone. 1945 wurde die Produktion mit 60 aus dem Krieg zurückgekehrten ehemaligen Mitarbeitern wieder aufgenommen; man stellte zunächst einfache blecherne Handkarren sowie Waffeleisen her.
Später im Jahr 1945 erteilte die Britische Rheinarmee unter Alan Bruce die Genehmigung zur Reparatur armeeeigener Kräder, die dann auch auf eigene Tornax-Kräder ausgedehnt wurde. Hinzu kam die Produktion eines einfachen Kastenseitenwagens für Motorräder, um Handwerker des Wiederaufbaus mobil zu halten.
1948, nachdem die ILO-Motorenwerke in Pinneberg wieder Einbaumotoren lieferten, startete erneut die eigentliche Motorradproduktion mit dem Vorkriegsmodell K 125.
1955 stellte das Unternehmen die Fertigung ein.
Das Ehepaar Wewer und einige Mitarbeiter übernahmen weiterhin die Reparatur und Ersatzteilversorgung der bis dahin produzierten Motorräder.
Hinzu kamen eine Vertretung für BMW Isetta und BMW-Motorräder sowie der Vertrieb von Rasenmähern.

### Tornax bis Mitte der 1950er-Jahre
- tornax-ig.de: Tornax
- motoclub.de: Tornax
- tornax.de: Tornax
- Tornax Historie (Memento vom 30. März 2005 im Internet Archive)

Fotos und Prospekte
- Prospekte und Fotos

### Tornax der 1980er-Jahre
Fotos und Prospekte
- Tornax M1 Mofa aus den 1980er-Jahren